# Alfonso Menéndez Vallín
Alfonso Menéndez Vallín (Avilés, 31 de mayo de 1966) es un deportista español que compitió en tiro con arco, en la modalidad de arco recurvo.
Participó en los Juegos Olímpicos de Barcelona 1992, obteniendo una medalla de oro en la prueba por equipo (junto con Juan Carlos Holgado y Antonio Vázquez Megido).
Por su triunfo olímpico, en 1994 fue galardonado con la Medalla de oro de la Real Orden del Mérito Deportivo.

## Palmarés internacional
| Juegos Olímpicos | Juegos Olímpicos   | Juegos Olímpicos | Juegos Olímpicos |
| Año              | Lugar              | Medalla          | Prueba           |
| ---------------- | ------------------ | ---------------- | ---------------- |
| 1992             | Barcelona (España) | Medalla de oro   | Equipo           |